# Cemitério da Academia Naval dos Estados Unidos

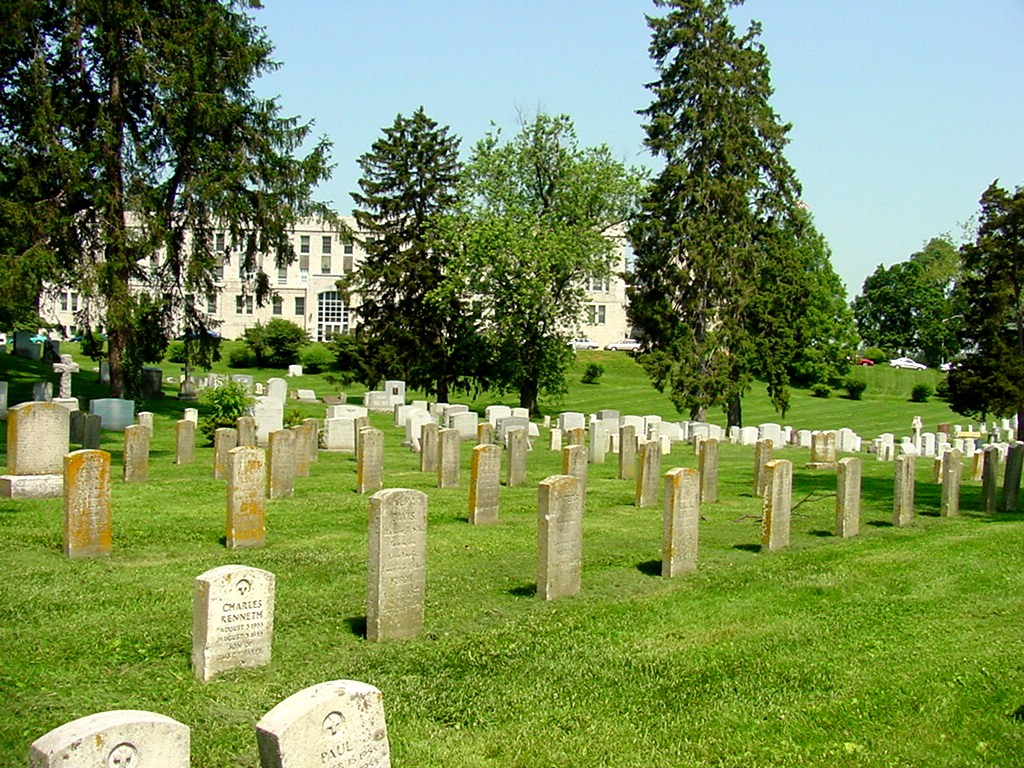
Lápides no cemitério da USNA

Cemitério da Academia Naval dos Estados Unidos e Columbário é um cemitério na Academia Naval dos Estados Unidos (USNA) em Annapolis, Maryland.

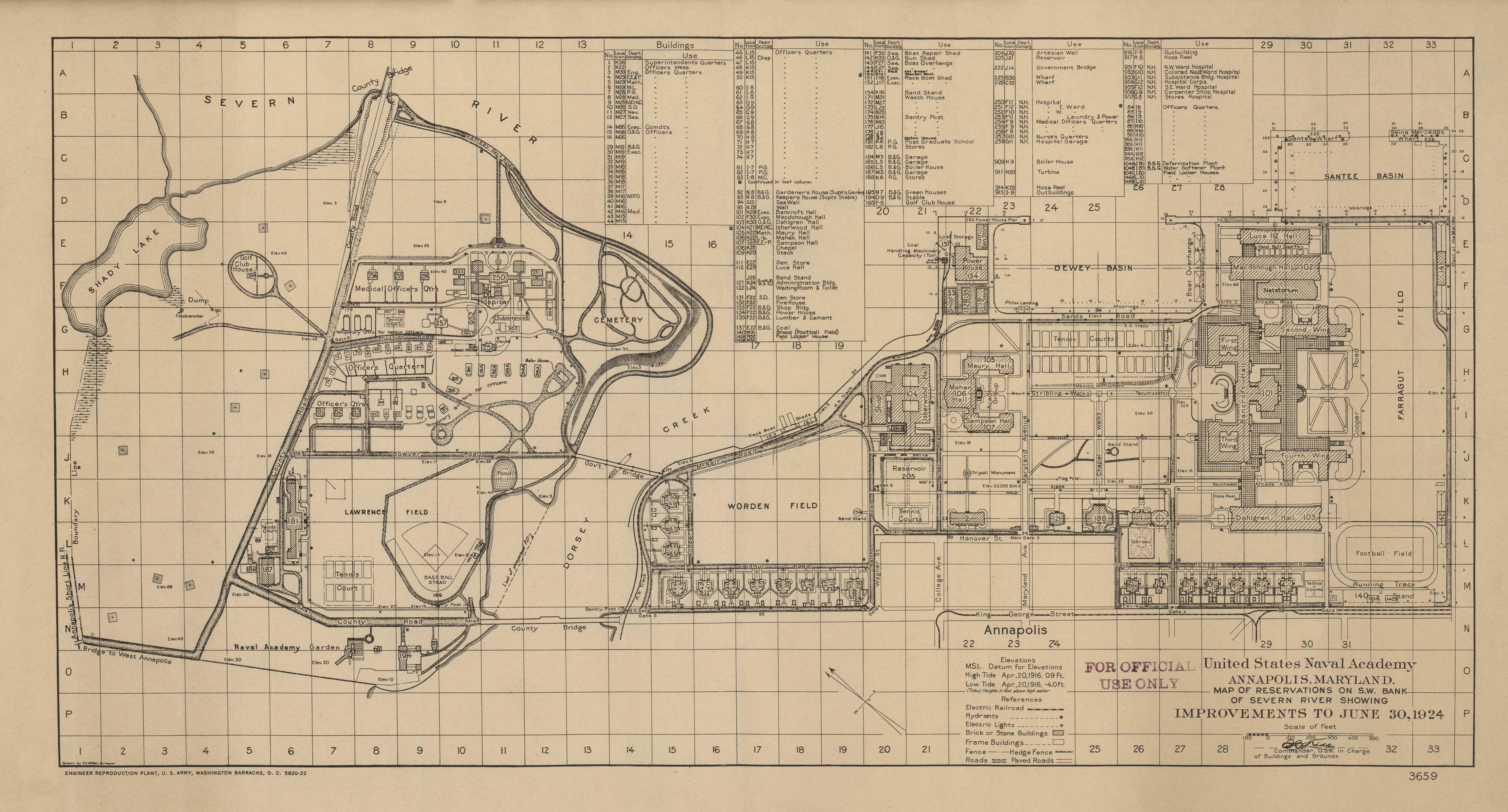
Um mapa do campus em 1924. O cemitério pode ser visto perto do meio do mapa

Em 1868, a Academia Naval dos Estados Unidos comprou um pedaço de terra de sessenta e sete acres chamado Strawberry Hill como parte de seus esforços para se expandir após a Guerra Civil Americana. Dentro de um ano de sua aquisição, parte da propriedade tornou-se o cemitério. Desde o seu início, o cemitério tornou-se o local de descanso final para os beneficiários da Medalha de Honra, superintendentes da Academia Naval, aspirantes e ex-funcionários da Academia e centenas de veteranos da nação. O cemitério é também o lar de monumentos que não marcam restos, mas comemoram o heroísmo de indivíduos que deram a vida a serviço de seu país. O Monumento Jeannette, erguido em 1890, é o monumento mais notável. Foi construído em memória dos homens que perderam suas vidas na expedição Jeannette Arctic Expedition.
Em 1987, a Academia Naval construiu um columbário ao lado do cemitério de College Creek. O columbário foi construído pela Associação de Alumni da Academia Naval com US$ 500.000 em presentes de ex-alunos e amigos da Academia. Isso incluiu uma grande doação da Fundação George e Carol Olmsted em memória de Jerauld L. Olmsted, que fez parte da Classe de 1922. O columbário oferece locais de descanso para aqueles que desejam ser devolvidos à Academia Naval.
O columbário é de aproximadamente 160 metros de comprimento e seis metros de altura em um pedestal de três camadas. Todas as superfícies externas são de mármore branco. Cada frente de nicho é removível por uma chave especial. Nichos são atribuídos em ordem consecutiva e não podem ser reservados com antecedência.
Em frente ao columbário está um memorial doado pela Classe de 1937 em homenagem aos formandos da Academia que morreram no cumprimento do dever e cujos corpos nunca foram recuperados.